# Miguel Hermosilla
Miguel Hermosilla Ramos (Santiago de Chile, 20 de septiembre de 1948-10 de septiembre de 2019) fue un futbolista y entrenador chileno que se desempeñaba como volante. Fue jugador del Alianza de El Salvador, en donde consiguió dos títulos nacionales y la Copa de Campeones de la Concacaf 1967. En Chile, en 1970 fue campeón con Colo-Colo y, como entrenador, fue campeón con Cobreloa en 1988.

## Clubes

### Como jugador
| Club                 | País        | Año       |
| -------------------- | ----------- | --------- |
| Alianza FC           | El Salvador | 1965-1968 |
| Municipal            | Guatemala   | 1969      |
| Colo-Colo            | Chile       | 1970      |
| Rangers              | Chile       | 1971      |
| Deportes Antofagasta | Chile       | 1972      |
| CD Águila            | El Salvador | 1973      |
| Alianza FC           | El Salvador | 1974      |
| Mariscal Santa Cruz  | Bolivia     | 1975      |
| Deportes Antofagasta | Chile       | 1976      |
| Aviación             | Chile       | 1977      |

### Como entrenador
| Club             | País  | Año       |
| ---------------- | ----- | --------- |
| Cobreloa         | Chile | 1988-1989 |
| Unión San Felipe | Chile | 1992      |
| Audax Italiano   | Chile | 1993      |
| Cobreloa         | Chile | 1995-1997 |
| Coquimbo Unido   | Chile | 1997-1998 |
| Cobreloa         | Chile | 2004      |
| Cobreloa         | Chile | 2005      |

## Palmarés

### Como jugador
| Título                     | Club       | País        | Año     |
| -------------------------- | ---------- | ----------- | ------- |
| Primera División           | Alianza FC | El Salvador | 1965-66 |
| Primera División           | Alianza FC | El Salvador | 1966-67 |
| Copa de Campeones CONCACAF | Alianza FC | El Salvador | 1967    |
| Primera División           | Colo-Colo  | Chile       | 1970    |

### Como entrenador
| Título           | Club     | País  | Año  |
| ---------------- | -------- | ----- | ---- |
| Primera División | Cobreloa | Chile | 1988 |